# Borbjerg Plantage
Borbjerg Plantage er en plantage, der ligger cirka 15 km øst for Holstebro i Holstebro Kommune, Vestjylland, på begge sider af primærrute 16. Plantagen er på ca. 1175 ha og ligger gennemsnitligt i 40 m højde, højest mod nord. Den ligger yderst på randmorænen fra den seneste istid og den nordligste del af Karup Hedeslette. Syd for plantagen ligger Feldborg Sønderskov.

## Naturen
Der findes ud over skovområderne sletter, tre små kunstige søer og en smule mose.

### Dyr
Skoven er udlagt som kerneområde for kronhjorte.

### Planter
Plantagen indeholder blandingsskov med nåletræer i form af sitkagran, rødgran og douglasgran samt løvtræer som bøg og eg. Der arbejdes på at sikre en andel af løvtræer på 30 %.

## Rekreativ anvendelse
Plantagen er ikke umiddelbart publikumsvenlig, idet der ikke findes anlagte vandrestier. Der findes en primitiv lejrplads i en nedlagt grav fra råstofudvinding. Der findes en indhegnet hundeskov i den nordvestlige del af plantagen.